# ثابت ریاضی
ثابت ریاضی عددی خاص و معمولاً حقیقی است. ثابت‌ها در قسمت‌های مختلفی از ریاضیات مانند هندسه، نظریه اعداد، حساب دیفرانسیل و انتگرال و ... ظاهر می‌شوند. برخی ثابت‌ها مانند عدد پی یا e برای ویژگی‌های یکتا و زمینه تاریخیشان مورد توجه ریاضی‌دان‌ها قرار دارند. ثابت‌های شناخته شده‌تر برای سال‌ها مورد مطالعه قرار گرفته‌اند و برای محاسبه مقدار آن‌ها تلاش‌های زیادی صورت گرفته‌است.

## برخی ثابت‌های رایج

### عددπ

محیط دایره‌ای با قطر ۱، عدد پی است.

عدد {\displaystyle \pi } با مقدار تقریبی ۳٫۱۴۱۵۹، تعریف مشخصی در هندسه اقلیدسی دارد و آن نسبت محیط دایره به قطر آن است. اما ممکن است در جای‌های زیادی از ریاضیات دیده شود، مانند انتگرال گاوسی در آنالیز مختلط، ریشه‌های یک در نظریه اعداد یا توزیع کوشی در احتمالات. البته کاربرد آن تنها محدود به ریاضیات محض نیست و برای مثال در فیزیک در اصل عدم قطعیت، ثابت کیهان شناسی و قانون کولن ظاهر می‌شود.

### عددe

رشد نمایی (نمودار سبز) پدیده‌های فیزیکی زیادی را توصیف می‌کند.

عدد e با مقدار تقریبی ۲٫۷۱۸۲۸ که با نام ثابت رشد نمایی نیز شناخته می‌شود، در بخش‌های مختلفی از ریاضی پدیدار می‌گردد. یکی از تعریف‌های که می‌توان برای آن ارائه کرد مقدار حد زیر است:
{\displaystyle e=\lim _{n\to \infty }\left(1+{\frac {1}{n}}\right)^{n}}
ثابت e کاربردهای زیادی دارد. به عنوان مثال در نظریه احتمال در توزیع نمایی پدیدار می‌گردد.

## ثابت‌ها در حالت کلی
گاهی در حل معادله دیفرانسیل یا انتگرالی، جواب یکتا نیست و ممکن است بی‌نهایت جواب یافت شود که هرکدام تنها در عدد ثابتی با یکدیگر تفاوت داشته باشند. در اینگونه موارد آن اعداد را در حالت کلی با c نشان می‌دهیم که نمایندهٔ تمام آن‌هاست. به عنوان مثال پاسخ انتگرال نامعین {\displaystyle \int \cos x\ dx} در میدان اعداد حقیقی، برابر با {\displaystyle \sin x+c} است. در اینجا c نمایندهٔ تمام اعداد حقیقی است و در واقع به ازای هر عدد حقیقی یک جواب بدست می‌آید. چرا که مشتق sin x + c صرف نظر از اینکه c چه عددی باشد، همواره برابر cos x است.